# Albert Cabestany
Albert Cabestany Gálvez (26 de junio de 1980, Tarragona, Cataluña) es un piloto de motociclismo trial español que compite con el equipo Sherco desde el año 2005. Ha sido campeón del mundo trial indoor en el 2002, además de haber sido campeón de España tanto indoor (2002, 2003, 2006 y 2008) como outdoor (2002). Representando a España ha sido 23 veces campeón del Trial de las Naciones, 14 veces outdoor y 9 veces indoor.
Junto a Marc Colomer, Adam Raga y Toni Bou, son los únicos españoles en haber sido campeones del mundo indoor.

## Equipos
- Beta (1997-1998)
- Gas Gas (1999)
- Beta (2000-2004)
- Sherco (2005-2017)

## Palmarés

### Palmarés resumido
- 1 Mundial de Trial Indoor: 2002
- 1 Campeonatos de España de Trial: 2002
- 4 Campeonatos de España de Trial Indoor: 2002, 2003, 2006 y 2008
- 14 Trial de las Naciones: 2000, 2001, 2004, 2005, 2006, 2007, 2008, 2009, 2010, 2011, 2012, 2013, 2014 y 2015
- 9 Trial de las Naciones Indoor: 2002, 2003, 2004, 2005, 2006, 2007, 2008, 2012, 2013
- 1 Campeonato de Alemania Indoor: 2013

### Palmarés por competición
| Año   | Moto    | Campeonato del Mundo | Campeonato del Mundo Indoor | Trial de las Naciones | Trial de las Naciones Indoor | Campeonato de España | Campeonato de España Indoor | Títulos |  |
| ----- | ------- | -------------------- | --------------------------- | --------------------- | ---------------------------- | -------------------- | --------------------------- | ------- |  |
| 1997  | Beta    | 21.º                 | -                           | -                     | -                            | -                    | -                           | 0       |  |
| 1998  | Beta    | 14.º                 | -                           | -                     | -                            | -                    | -                           | 0       |  |
| 1999  | Gas Gas | 8.º                  | -                           | -                     | -                            | -                    | -                           | 0       |  |
| 2000  | Beta    | 7.º                  | -                           | 1.º                   | -                            | -                    | -                           | 1       |  |
| 2001  | Beta    | 6.º                  | 4.º                         | 1.º                   | -                            | 6.º                  | 4.º                         | 1       |  |
| 2002  | Beta    | 3.º                  | 1.º                         | 2.º                   | 1.º                          | 1.º                  | 1.º                         | 4       |  |
| 2003  | Beta    | 7.º                  | 3.º                         | 2.º                   | 1.º                          | 6.º                  | 1.º                         | 2       |  |
| 2004  | Beta    | 4.º                  | 4.º                         | 1.º                   | 1.º                          | 2.º                  | 2.º                         | 2       |  |
| 2005  | Sherco  | 4.º                  | 2.º                         | 1.º                   | 1.º                          | 2.º                  | 3.º                         | 2       |  |
| 2006  | Sherco  | 3.º                  | 2.º                         | 1.º                   | 1.º                          | 4.º                  | 1.º                         | 3       |  |
| 2007  | Sherco  | 4.º                  | 3.º                         | 1.º                   | 1.º                          | 3.º                  | 3.º                         | 2       |  |
| 2008  | Sherco  | 5.º                  | 3.º                         | 1.º                   | 1.º                          | 3.º                  | 1.º                         | 3       |  |
| 2009  | Sherco  | 5.º                  | 2.º                         | 1.º                   | -                            | 3.º                  | 2.º                         | 1       |  |
| 2010  | Sherco  | 5.º                  | 2.º                         | 1.º                   | -                            | 4.º                  | 2.º                         | 1       |  |
| 2011  | Sherco  | 4.º                  | 2.º                         | 1.º                   | -                            | 2.º                  | 2.º                         | 1       |  |
| 2012  | Sherco  | 4.º                  | 2.º                         | 1.º                   | 1.º                          | 3.º                  | 2.º                         | 1       |  |
| 2013  | Sherco  | 4.º                  | 3.º                         | 1.º                   | -                            | 3.º                  | 2.º                         | 1       |  |
| 2014  | Sherco  | 3.º                  | 2.º                         | 1.º                   | -                            | 3.º                  | -                           | 1       |  |
| 2015  | Sherco  | 4.º                  | 3.º                         | 1.º                   | 1.º                          | 4.º                  | -                           | 2       |  |
| Total | Total   | 0                    | 1                           | 14                    | 9                            | 1                    | 4                           | 29      |  |
|       |         | 1 Mundial            | 1 Mundial                   | 23 Trial de Naciones  | 23 Trial de Naciones         | 5 Nacionales         | 5 Nacionales                |         |  |